# Biokovska jela
Biokovska jela (Abies alba ssp. biokovensis) je ekotip jele. Vrlo je otporna četinjača. Status nije dugo vremena bio potpuno reguliran. Više je desetljeća izazivao nejasnoće u znanstvenoj zajednici, no čini se da se radi o ekotipu, a ne o vrsti,  podvrsti ili varijetetu.

## Nejasnoće u taksonomiji
Vrlo su česte nejasnoće u taksonomiji obične jele još i danas, pa je to i kod obične jele s Biokova Abies alba.Mill. Razlike pokazuje u morfologiji zbog vrlo karakterističnih ekoloških uvjeta, kao što se za druge vrste može vidjeti kod Silvertowna i Dousta (1995.), no to nije potvrda da se radi o drugoj vrsti, ili pak podvrsti. 

U radovima su pokušali dokazati da je vrsta odnosno podvrsta Borzan i sur. (1992.), Lovrić i Rac (1992.), Rac i Lovrić (1992.), Šoljan i Šolić (1987.), Šoljan (1990.). Dvojbe su obrazložili Trinajstić (1999., 2001.) i Ballian (2005.b), argumentirajući da obična jela s Biokova nije Abies pardei Gaussen., nego da podrijetlo Abies pardei treba tražiti u sjevernoj Africi i time Abies biokovoensis nije posebna vrsta, nego je to obična jela koja se stjecajem okolnosti našla izoliranom na Biokovu, u specifičnim ekološkim uvjetima.
Zbog poznata utjecaja ekoloških čimbenika na fenotip (S i l v e r t o w n i D o u s t, 1995; M o r g e n s t e r n, 1996),istraživanja obične jele s Biokova temeljena isključivo na morfološkim svojstvima, ne bi se smjela rabiti za opisivanje nove vrste, odnosno podvrste ili varijeteta, kako to navode B o r z a n a i dr. (1992), L o v r i ć i R a c (1992), R a c i L o v r i ć (1992), Š o l j a n i Š o l i ć (1987) i Š o l j a n (1990), L o v r i ć (1995). Vi d a k o v i ć (1993) i Tr i n a j s t i ć (1999, 2001) i Ballian potvrđuju da je biokovska jela samo jedan ekotip. Na molekulsko-genskoj razini obična jela s Biokove nije različita od populacija iz Gorskoga kotara. Prema Ducciju (1991.), razlike između malih izoliranih populacija obične jele, spram velikih populacija, prema od bitnoga su utjecaja i antropomorfne promjene koje su se zbile u posljednjih 2000 godina, i koje su na običnu jelu ostavile vidnoga traga, posebice u malim izoliranim populacijama. Populacija s Biokova i enzimski sustava u njoj su takvi da su u njoj nađeni svi izoenzimski genski lokusi, raspored migracijskih zona i broj vrpca, te odnosno mala genska odstupanja, svojstvena običnoj jeli u središnjoj i južnoj Europi. Biokovska populacija pripada malim populacijama gdje je primjetna opterećenost miješanje "između sebe" (inbreeding), razvidno iz dobivene niske heterozigotnosti,
iz čega nastaje t.zv. genetski drift (B a l l i a n 2003a, 2003b). Posljedica genskog drifta je da se populacija koju je pogodio djelimice razlikuje od susjednih populacija. Ipak, za nastanak nove vrste od takve populacije treba mnogo vremena u procesu prirodne specijacije. L i e p e l t i dr. (2002) bilježe da u populaciji obične jele s Biokova ima dva mitohondrijska haplotipa. Ta pojava posljedica je povijesnog postglacijalnog križanja apeninske i balkanske glacijalne provenijencije obične jele u hrvatskim krajevima. Glede činjenice da su to dva jedina specifična haplotipa koji svojstvena običnoj jeli u Europi, otpada mogućnost da je na Biokovi neka druga vrsta jele.

## Rasprostranjenost
Po Kušenovom protonimu iz 1952. raste na biokovskim padinama od Zagvozda do Rašćana, na visini od 700 do 1500 m Raste na krševitim kamenitim olujnim vjetrometinama. Čak i u takvim uvjetima, ovo je dendrološki daleko najbogatija šumska zajednica u Hrvatskoj, koja sadrži 62 vrste drveća i grmlja zajedno. Sadrži i najveću koncentraciju drvenastih endema u jugoistočnoj Europi. Ovaj prirodni arboretum, matično stanište biokovske jele još nije zaštićen. 
Na Biokovi raste na sjevernim i istočnom padinama, iznad Zagvozda, Župe i Rašćana. Širi prostor Budine čini 70% ukupnog broja stabala biokovske jele i najveća je oaza jele u Biokovu. Budinu čine vrtače Velika i Mala Budina omeđena je vrhovima Budina (1311 m) i Vrvo Budine (1349 m) s preko 1500 stabala. Vrtače su vrlo udaljene od naselja, teren je gorovit i neprohodan pa šira javnost ne zna za nju, zbog čega je ondje sačuvana do danas. 
Postoje naznake da možda postoje primjerci u Francuskoj. Prema predaji francuski, Napoleonovi vojnici su odlazeći ponijeli sa sobom nešto sjemenaka biokovske jele. Vrela bilježe da je koncem 19. stoljeća s neodređenog lokaliteta "negdje s Balkana" u Francusku stigla pošiljka jelovog sjemenja. Posađena je u Toulouseu u tamošnjem arboretumu. I danas ondje postoje dva velika stabla jele neobičnog izgleda, koje ne sliče nijednoj ranije poznatoj vrsti četinjača, te su opisana i nazvana Abies pardei. Mnogi su znanstvenici u njima prepoznali hrvatsku jelu biokovsku.
O biokovskoj jeli pisali su zaljubljenici u Biokovo botaničari dr Fran Kušan i dr fra Juru Radića i č.s. dr sc. Marija Edita Šolić. Teze o biokovskoj jeli osporavao im je šumar dr. Ivo Trinajstić. "Crvena knjiga" zaštićene hrvatske flore ne sadrži biokovsku jelu.
Termofilna šuma obične jele i crnoga graba (Ostryo-Abietetum/Fukarek 1963/Trinajstić 1983) šumska je zajednica koja nije dovoljno istražena i analizi rana u stručnoj literaturi. U Hrvatskoj su ovakve sastojine prvi puta otkrivene na Biokovu, u opsegu brdskog pojasa bukve, na nad morskim visinama između 850–980 m i to na kontinentalnoj strani. Kušan i Klapka ustanovljuju da jela izgrađuje mješovite sastojine s crnim grabom, za koje smatraju da su poseban oblik reliktnih mediteransko-montanskih šuma. Trinajstić opisuje ovu zajednicu pod imenom Ostryo-Abietetum, te ju podređuje 
unutar reda Quercetalia pubescentis svezi Ostryo-Carpinion, a kao svojstvene uzima vrste Abies alba, Lonicera alpigena, Aremonia agrimonoides i Pulmonaria visianii, i ostali autori su prihvatili taj opis i sistematiku. Trinajstić je 1999. asocijaciju podvrgao redu Fagetalia unutar razreda Querco-Fagetea, odnosno da u “sklopu sveze Aremonio-Fagion pripadaju ter-
mofilnom kompleksu obuhvaćenom podsvezom Ostryo-Fagenion. Lovrić, M. Rac i B. Sekulić su ju istraživali i u svojim radovima spominju sastojine jele i crnoga graba, osim na Biokovu, i na području Vinodola, te na srednjem Velebitu u području Dabarskih kukova i na planini Poštak kod Knina. Nazivaju ih imenom Ostryo-Abietetum pardei (Kušan 1964) Lovrić 1975, smatrajući da se tu radi o posebnoj, na sušu otpornoj, “jadranskoj crnoj jeli” – Abies pardei Gaussen, a sastojine zajednice s crnim grabom imaju drugu sistematiku, florni sastav i svojstvene vrste.

## Osobine
Iglice su joj duge 14 do 19 mm, odozdol su tamnijih i manje izraženih pepeljastosivih pruga. Na dolnjim su granama iglice šiljaste. Kora ove podvrste jele je olovnocrne boje i uzdužno izbrazdana-raspucala, kao kod crnog bora. Stara krošnja je većinom pravilna stožasto-piramidalna i prema dnu proširena. Grane su uzdignute i oštrijeg izduženog vrha. Biokovska jela se podmlađuje iz panja. Pojedina stabla biokovske jele dosežu visinu 30 metara i opseg 4 metra.

## Zaštita
Dio područja gdje raste je zaštićeno. Nalazi se unutar Parka prirode Biokovo. Unutar tog parka prirode kao rezervat šume bukve i jele zaštićeni su predjeli Kimet-Sutvid (806 ha) i Kaoci (185 ha).
Abies alba Mill. svrstana je u IUCN-ov popis ugroženih vrsta.

## Primjena
Biokovska jela ima široku primjenu, osobito u gradnji doma. Ovdašnji domovi imaju barem nešto od ove jele, poput čabruna, greda, daske za podove, ili onim pratećih poput vrata, škura, stolova, banaka, kreveta te ostalog namještaja.

## Vanjske poveznice
- Dvoglava biokovska jela na prilazu zaštićenom rezervatu biokovske jele na predjelu Kaoci, HPD Sveti Jure
- Catalogue of Life - 30th October 2017   Search all names for "Abies alba"  Arhivirana inačica izvorne stranice od 14. veljače 2021. (Wayback Machine)
- The Plant List Abies alba Mill.
- IPNI Abies alba
- Botanički vrt Missouri Abies alba